# Pentapalpus unguempodius
Pentapalpus, Pentapalpidae
Famille
Genre
Espèce
Pentapalpus unguempodius est une espèce d'acariens, la seule du genre Pentapalpus et de la famille des Pentapalpidae.

## Distribution
Cette espèce a été découverte en Afrique du Sud.